# Universidad Santa María
Die Universidad Santa María (USM) ist die erste private Universität Venezuelas mit Sitz in Caracas. Die Hochschule wurde aufgrund einer vorangegangenen Initiative der Lehrerin und Krankenschwester Lola Rodríguez de Fuenmayor (1896–1969) per Regierungserlass vom 13. Oktober 1953 gegründet.

## Studienangebot
- Rechtswissenschaft
- Internationale Studien
- Wirtschaftswissenschaft
- Verwaltungswissenschaft
- Finanzwissenschaft (contaduría pública)
- Soziale Kommunikation
- Bauingenieurwesen
- Ingenieurwissenschaft
- Systems Engineering
- Traffic Engineering
- Architektur
- Zahnmedizin
- Pharmazie